# Cyphomyia flaviceps
Cyphomyia flaviceps är en tvåvingeart som först beskrevs av Walker 1856.  Cyphomyia flaviceps ingår i släktet Cyphomyia och familjen vapenflugor. Inga underarter finns listade i Catalogue of Life.